# Compost
|  | Per a altres significats, vegeu «compost químic». |

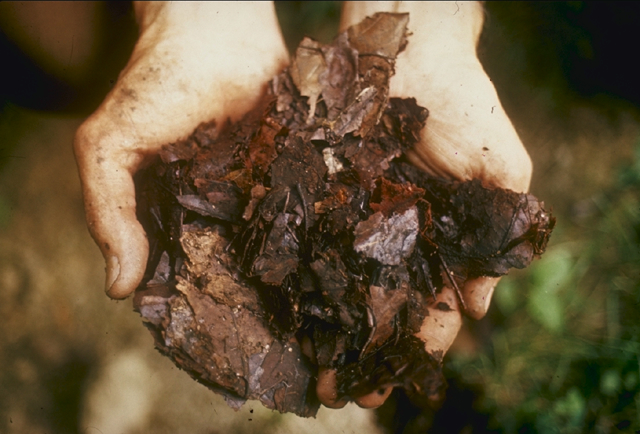
Compost

El compost és matèria orgànica que ha estat descomposta i reciclada per a ser usada com un fertilitzant orgànic i esmena del sòl. El compost és un ingredient clau en l'agricultura ecològica. En el seu nivell més simple, el procés de compostatge requereix fer un munt de matèria orgànica humida (fulles, residus de cuinar) i esperar que els materials es degradin dins del sòl després de passar un període de setmanes o de mesos. El compostatge modern és un procés amb diverses etapes estretament controlat amb les aportacions d'aigua, d'aire i de materials amb carboni i nitrogen ben mesurades. Esmicolar ajuda al procés de descomposició de la matèria vegetal, afegir-hi aigua i assegurar l'aireig correcte a base de voltejar regularment la mescla. Els cucs de terra i els fongs disgregaran posteriorment el material. Els bacteris aerobis gestionaran el procés químic convertint les entrades de material en calor, diòxid de carboni i amoni. L'amoni posteriorment serà convertit pels bacteris en nitrits que són fertilitzants i en nitrats a través del procés de la nitrificació.
Per una altra part, implica una solució estratègica a la problemàtica plantejada per les grans concentracions urbanes, amb els seus residus sòlids orgànics domiciliaris (per exemple, restes de menjar).
En moltes comunitats, el compost és produït en quantitats petites amb la fi de reduir els residus generats, estalviant-se l'ús de tecnologies i procediments que no sempre es duen bé amb els recursos naturals i el medi ambient, i que a més tenen un cost elevat
Es pot obtenir compost com a producte d'excreció dels cucs de terra. Aquest organisme s'alimenta de residus orgànics i després els transforma en un producte d'alt contingut proteic utilitzat per a fertilitzar o enriquir la terra com a medi de cultiu. Existeix una activitat anomenada vermicultura, que tracta les condicions de cria, reproducció i supervivència d'aquests cucs. Fins i tot existeix un mercat mundial per a comercialitzar-los.

## Història

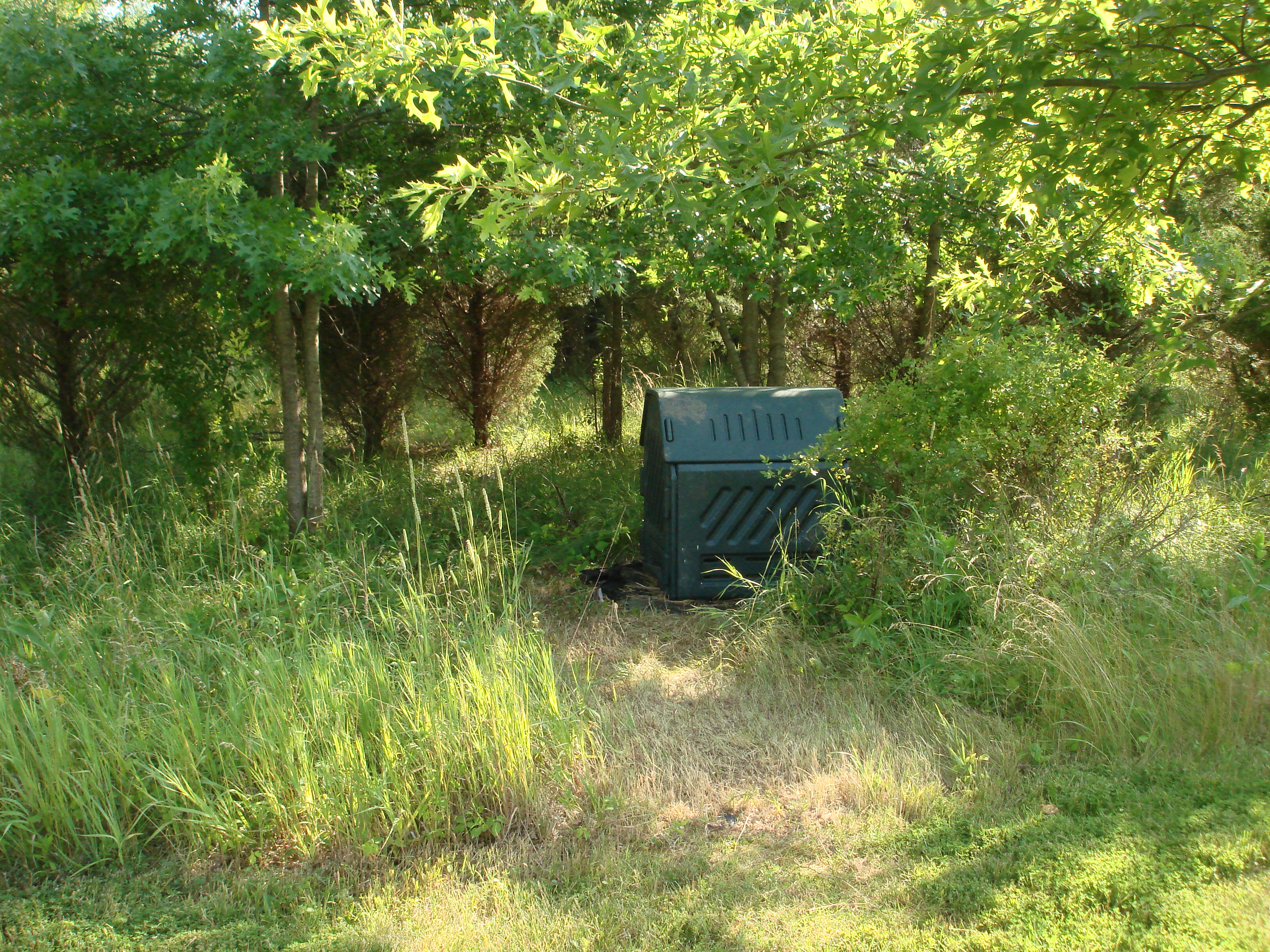
Un compostador modern fet de plàstic

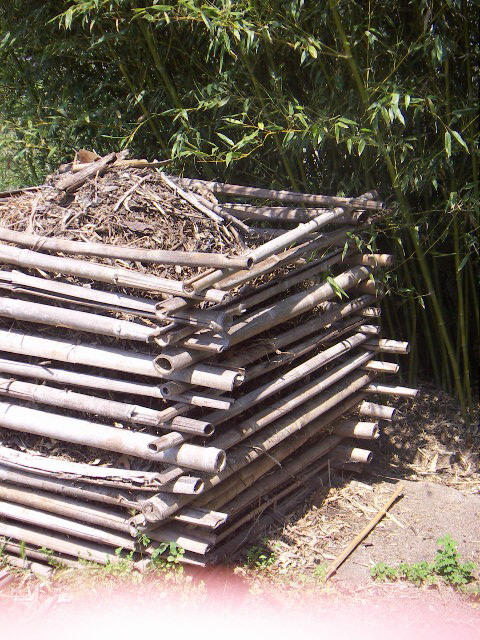
Compostador

La tècnica de compostatge es coneix, des de com a mínim, el temps de Plini el Vell (23-79). Tradicionalment es compostava en un munt de materials orgànics que es mantenia fins a la propera estació de sembra o plantació qun els materials orgànics ja s'havien degradat. La tècnica de compostatge no es va modernitzar a Europa una mica fins que va servir per a l'agricultura biològica. El primer sistema de compostatge industrial va ser amb la transformació de residus orgànics urbans a Wels (Àustria) l'any 1921. Un dels primers a promoure le compost va ser Rudolf Steiner, fundador de l'agricultura biodinàmica. Entre els anglòfons Sir Albert Howard, que havia treballat a l'Índia, també va promocionar-ne l'ús. Als Estats Units va ser introduït per persones com J. I. Rodale, E. E. Pfeiffer, Paul Keene i Scott i Helen Nearing (aquest darrers inspiraren el moviment de retorn a la terra de la dècada de 1960). En l'actualitat molts proposen un compostatge ràpid de només dues o tres setmanes. Però molts científics es mostren escèptics amb les bones propietats d'aquest tipus de compost ràpid.

## Ingredients

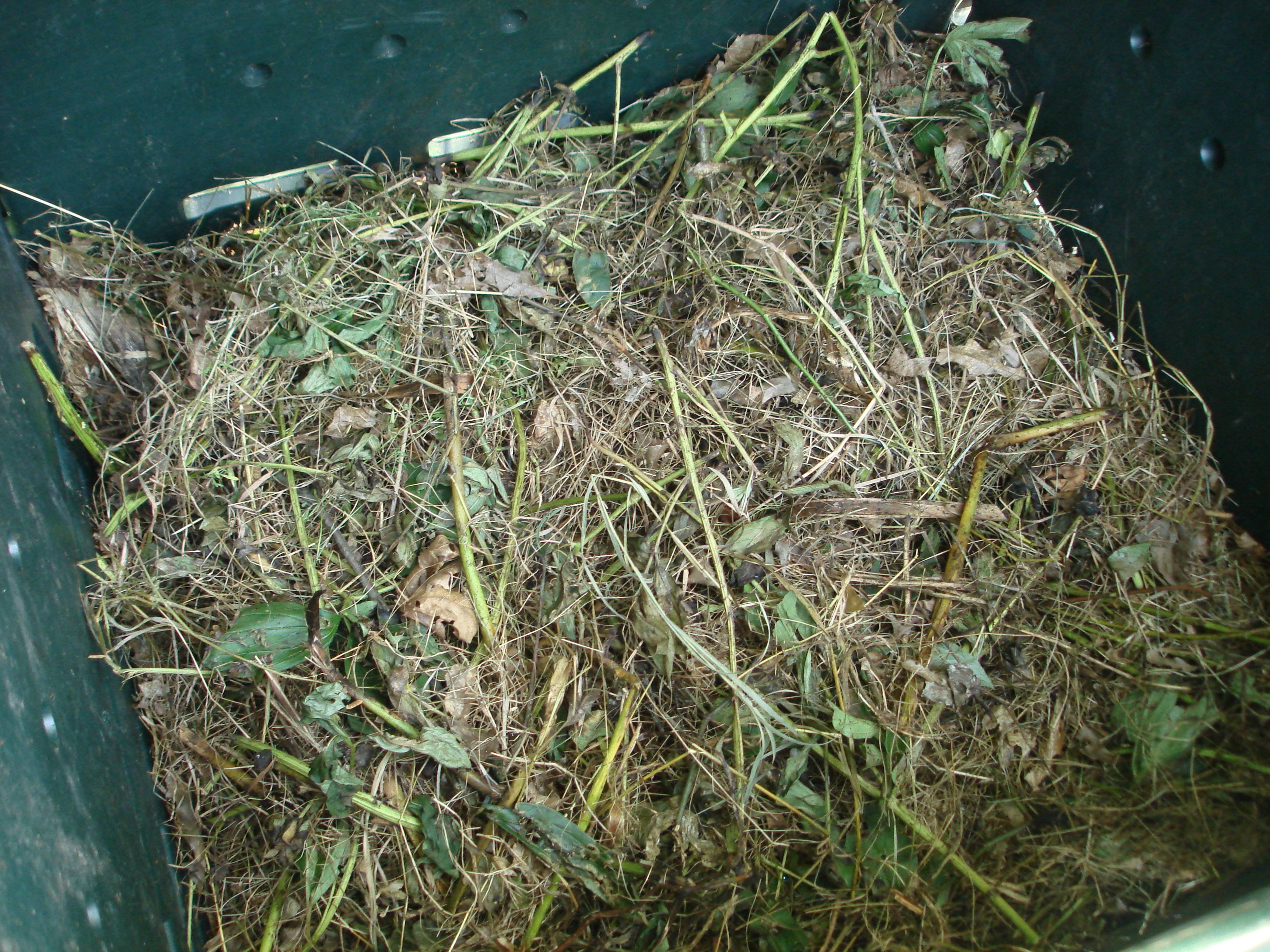
Materials en un munt de compost

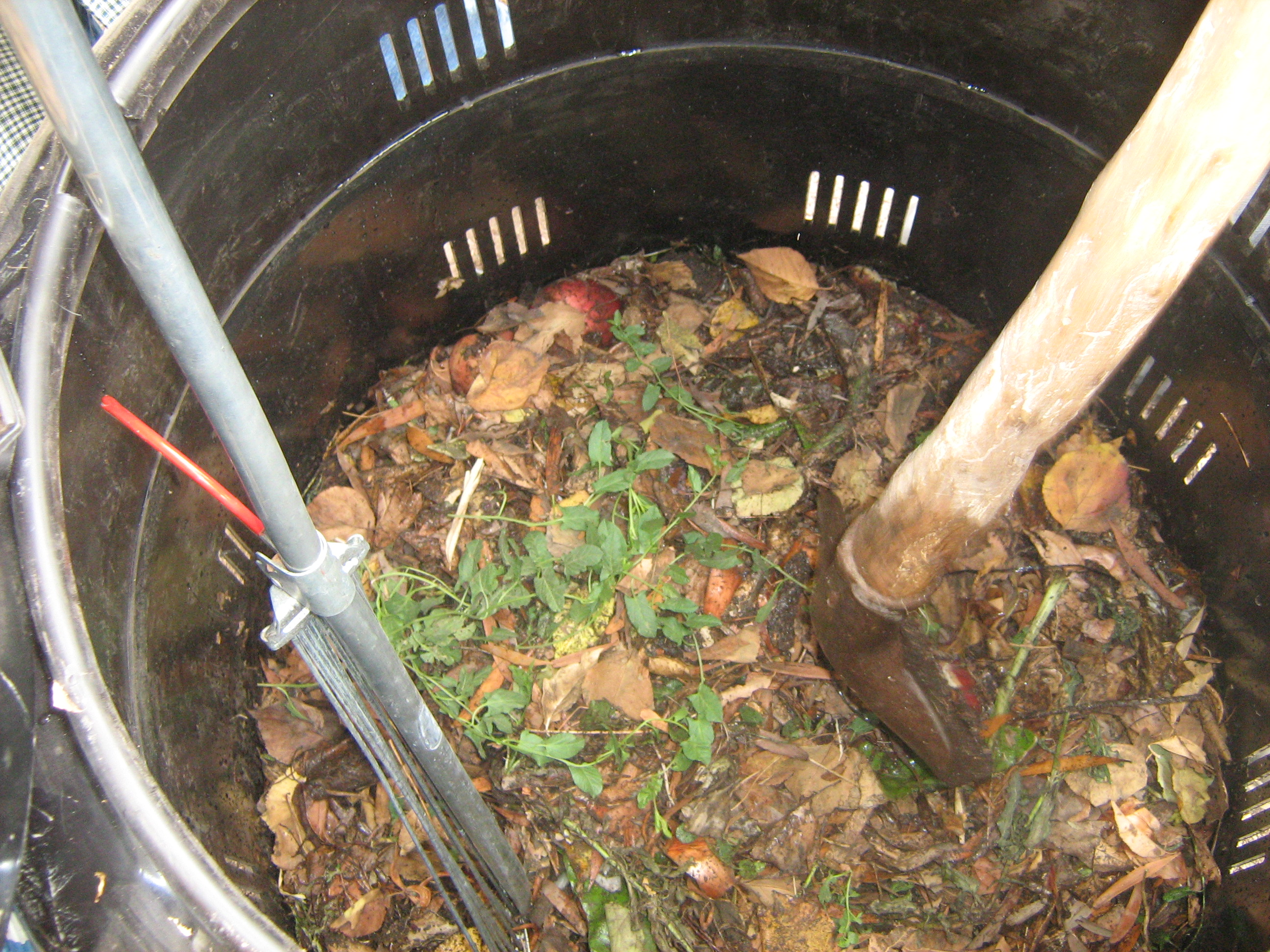
Barril de compost casolà a Escuela Barreales, Xile

Els organismes que composten requereixen per funcionar bé:
- Carboni per l'energia; l'oxidació microbiana del carboni produeix calor.[5]
  - Els materials molt rics en carboni tendeixen a ser marrons i secs.
- Nitrogen per al creixement i la reproducció de més organismes per oxidar el carboni.
  - Els materials amb alt contingut de nitrogen tendeixen a ser verds (o acolorits com les fruites i les verdures) i humits.[6]
- Oxigen per oxidar el carboni.
- Aigua en les quantitats adequades per mantenir l'activitat sense causar condicions anaeròbiques.

## Procés
El compostatge és una operació que consisteix a degradar, en condicions controlades, els residus orgànics en presència d'oxigen de l'aire. Se succeeixen dos fenòmens. El primer porta els residus a l'estat de compost fresc i és una degradació aeròbica intensa: es tracta essencialment de la descomposició de la matèria orgànica fresca a alta temperatura (50-70 °C) sota l'acció de bacteris; la segona és una degradació menys sostinguda que transforma el compost fresc a compost madur ric en humus. Aquest segon fenomen de maduració passa a temperatura més baixa (35-45 °C) i condueix a la biosíntesi de compost húmics per part dels fongs.

### Degradació
L'evolució de la temperatura durant el procés de la degradació es fa en tres fases:
- La temperatura puja ràpidament a 40 °C per la respiració dels microorganismes mesòfils aeròbics. Primer es consumeixen els compostos més degradables com són els sucres i els midons.
- La respiració fa pujar progressivament la temperatura fins als 60-70 °C i els organismes termòfils desplacen els mesòfils i els termotolerants.
- Amb la seva respiració, els microorganismes treuen l'oxigen de la massa en compostatge i fan el medi anaeròbic. Aleshores els organismes anaeròbics es desenvolupen i fan baixar la temperatura. Són responsables de l'alliberament de compostos volàtils que fan pudor com el metà, amoníac, el sulfur d'hidrogen i altres.

Per evitar aquesta putrefacció, cal restaurar les condicions aeròbiques del medi mitjançant l'aireig. Així serà possible perllongar la fermentació a alta temperatura. Els patògens, paràsits i les llavors de males herbes seran destruïdes per les altes temperatures. Quan, després d'airejar, la temperatura no augmenta més, es pot considerar que la fase de degradació ha acabat.

### Maduració
En aquest moment, la quantitat de matèria fàcilment utilitzable per la microflora es rarifica i la biosíntesi de compostos húmics esdevé predominant. Desapareixen els microorganismes termòfils en profit d'espècies mesòfiles a mesura que la temperatura davalla i aquesta queda al nivell de la temperatura ambient.
La transició entre les dues fases anteriors és amb una evolució contínua i no hi ha un límit marcat entre les espècies mesòfiles i termòfiles.

## Compostatge domèstic

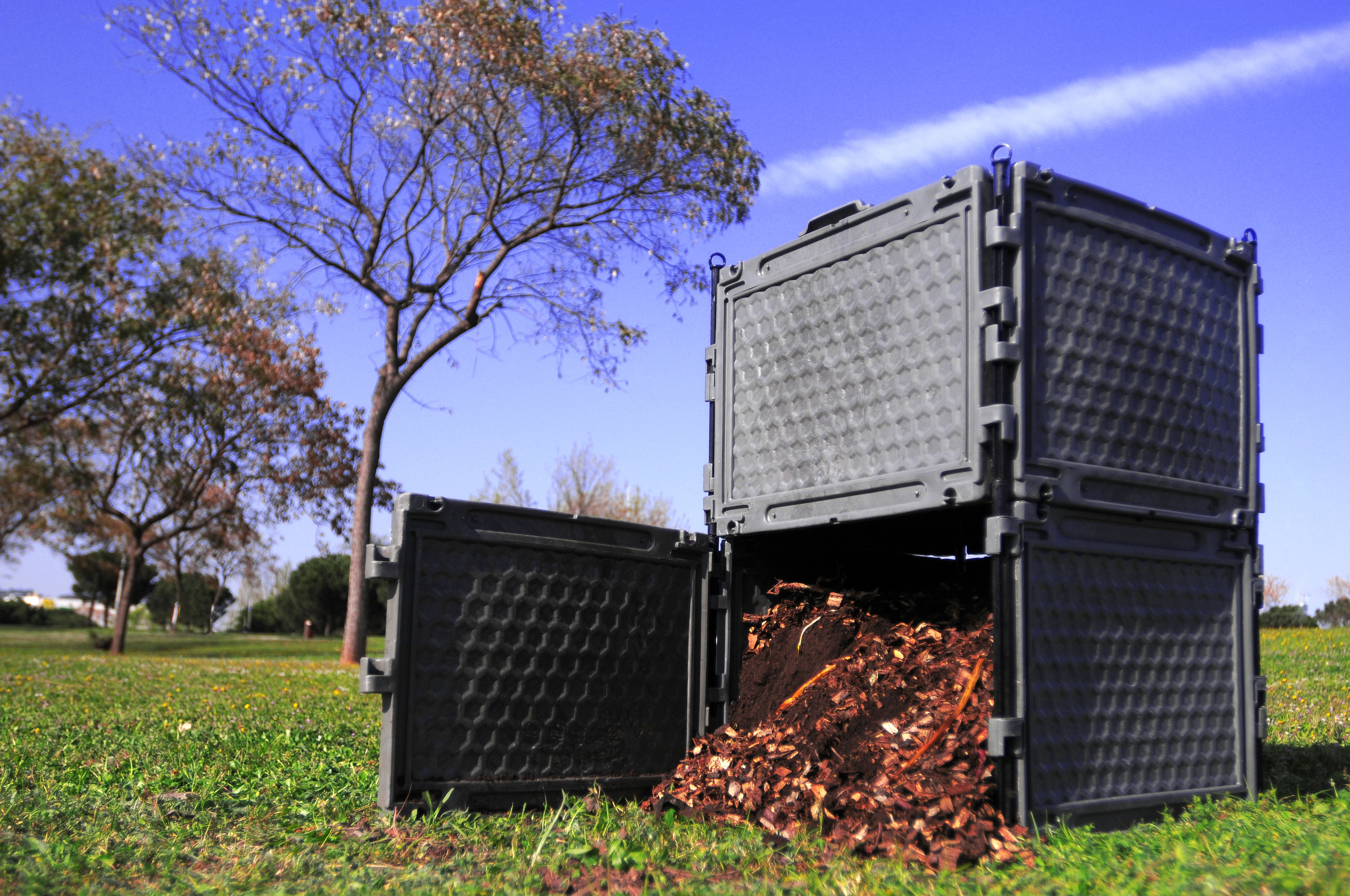
Compostador de jardí fet amb RSU

El compostatge domèstic compostatge casolà o autocompostatge és un procés que permet reciclar la matèria orgànica, cosa que representa una disminució considerable dels residus que s'acumulen als abocadors o es cremen a les incineradores. El compostatge domèstic aplica les tècniques de compostatge als residus orgànics originats en l'àmbit domèstic, principalment procedents de la preparació d'aliments, de la recollida de residus humans o animals, i del manteniment d'una horta i/o jardí particular. Només abasta el tractament de residus que no són perillosos. S'utilitzen tècniques senzilles, basades principalment en l'ús de compostadors i l'acció de diferents organismes vius sobre els residus. El resultat del compostatge domèstic és un producte anomenat compost que té múltiples aplicacions per a l'adobatge natural i el tractament dels terrenys.
Consisteix en la descomposició de la matèria orgànica per mitjà de microorganismes (fongs i bacteris), en presència d'oxigen i sota unes condicions d'humitat i temperatura controlades.
L'activitat dels microorganismes està condicionada per tres factors: el tipus de matèria orgànica que es vol compostar, l'aireig i la humitat. El compost, que, com a producte estable i inofensiu sanitàriament, és el resultat de sotmetre la fracció biodegradable dels residus urbans, industrials, agrícoles i forestals a una degradació bioquímica natural.
El compost en el sòl fa elevar el nivell de carboni total, incrementa el poder de retenció i absorció d'aigua i millora l'estructura del terreny, encara que en menys grau que els fems de granja o rural. Aporta grans quantitats de microelements, com ara el manganès, coure, zinc i ferro; per contra pot incrementar el pH i la salinitat del sòl, per addicions repetides de compost.
El material per compostar ha d'estar format per una barreja entre material sec i humit, groller i fi, vell i fresc, que s'obté a partir de material pobre en estructura (restes de cuina, fullaraca, etc.) i material estructural (restes de poda, palla, etc.). Aquests dos tipus de components han de guardar una relació de 3 a 1. L'aportació de material estructural evita la compactació, i els voltejos que es fan al material que s'està compostant faciliten l'entrada d'aire, de manera que, després d'un volteig, augmenta la temperatura, fet que indica que s'ha incrementat l'activitat dels microorganismes. El contingut d'aigua (grau d'humitat) ha de ser del 40 al 60%, ja que, si és superior o inferior, l'acció dels organismes compostadors es pot reduir o, fins i tot, parar.
El compost resultant és un adob orgànic de gran qualitat, ja que conté tots els nutrients necessaris per a un creixement saludable de les plantes i els allibera lentament, la qual cosa permet una aportació continuada. A més de les seves propietats fertilitzants, el compost millora l'estructura del sòl perquè hi aporta materials húmics que compensen les pèrdues de nutrients derivades de l'ús que en fa l'activitat humana.
El compost té un gran valor ecològic, perquè permet substituir els adobs artificials, reduint-ne el consum i els efectes contaminants associats a la seva producció i ús. També és un bon substitut de la torba, per això contribueix a la preservació dels aiguamolls i les torberes. La seva correcta aplicació evita el creixement de les males herbes i afavoreix la millora de les condicions en la jardineria.
L'aplicació d'aquestes tècniques tenen conseqüències mediambientals positives, sobretot pel que fa a el tractament de residus i gestió d'abocadors i l'emissió de gasos amb efecte d'hivernacle relacionada amb el transport.
Sota la denominació de compostatge domèstic es recullen multitud d'iniciatives innovadores de les diferents administracions (locals, regionals i nacionals) en les respostes a la problemàtica del tractament dels residus. El compostatge domèstic permet el tractament in situ dels mateixos amb el consegüent estalvi en transport, selecció i tractament a les grans plantes industrials de compostatge, o el seu transport i ubicació en abocadors.
El compostador és el contenidor dels residus orgànics mentre pateixen el procés de compostatge. El compostador aïlla els residus de l'entorn permetent l'alliberament dels gasos produïts, manté el nivell d'humitat adequat i evita l'accés dels animals. També, permet la càrrega dels nous residus i la descàrrega del compost en un procés continu.
El compostador se sol situar en un lloc d'ombra amb espai al voltant i directament sobre el terreny, per permetre que els organismes vius que produeixen els canvis en els residus s'incorporin a aquests.